# Ankō
Cesarz Ankō (jap. 安康天皇 Ankō tennō) – 20. cesarz Japonii według tradycyjnego porządku dziedziczenia.
Ankō panował w latach 453-456
Mauzoleum cesarza Ankō znajduje się w Nara. Nazywa się ono Sugawara no Fushimi no nishi misasagi.